# Mi globo azul
Mi globo azul es el primer álbum de estudio de la cantante mexicana Danna Paola. Fue lanzado el 1 de enero de 2002 a través de Universal Music México y más tarde se publicó una reedición en 2003.

## Antecedentes
Después de protagonizar la telenovela María Belén (2001), la disquera Universal Music México descubrió el talento de Paola para cantar y se le ofreció un contrato discográfico con tan solo seis años de edad. Después de firmar, grabó su primer álbum de estudio bajo el título Mi globo azul, interpretando once canciones infantiles.
En 2002, la marca Grupo Bimbo eligió a Paola como su imagen, fue así que grabó la canción «Mágico osito» para hacer promoción y se incluyó en el disco.
En 2003, se lanzó una reedición del álbum para incluir el tema homónimo de la telenovela, María Belén.

## Lista de canciones
- Lista adaptada de Spotify.[3]

| Mi globo azul |                             |                                                           |               |          |  |
| N.º           | Título                      | Escritor(es)                                              | Productor(es) | Duración |  |
| 1.            | «Klon Klin»                 | Flores y Valle                                            |               | 3:40     |  |
| 2.            | «Huesito de chabacano»      | Salvador Velázquez                                        |               | 3:29     |  |
| 3.            | «Esa es mi mamita linda»    | C. Gallego, Lino Lupara, M. Flores, M. Perengo y P. Favin |               | 2:37     |  |
| 4.            | «La gallina turuleca»       | Alfredo Joffre Villegas y Genaro Monreal                  |               | 3:01     |  |
| 5.            | «Carrusel de la esperanza»  | Karen Guindi, M. Sulivan y P. Massadas                    |               | 3:19     |  |
| 6.            | «Mi globo azul»             | Letty Pico                                                |               | 4:03     |  |
| 7.            | «Ilarie»                    | Cid Guerrero y Dito Geinha                                |               | 3:49     |  |
| 8.            | «Los papás de mis papitos»  | Gallego, Perengo, R. Mochulske y S. Rivas                 |               | 3:06     |  |
| 9.            | «El baile de los pajaritos» | Terry Rendall y Werner Thomas                             |               | 3:33     |  |
| 10.           | «Mágico osito»              | Pico y Luis Contreras                                     |               | 3:38     |  |
| 11.           | «Campanita y Juan pestañas» | Francisco Gabilondo Soler                                 |               | 2:16     |  |
| 37:00         |                             |                                                           |               |          |  |

Reedición
| N.º   | Título        | Escritor(es)       | Productor(es) | Duración |  |
| 12.   | «María Belén» | Rubén Zepeda Novel |               | 3:10     |  |
| 40:00 |               |                    |               |          |  |

## VHS
Después de cierta recepción del disco entre el público infantil, se lanzó en 2001 un álbum de video homónimo en formato VHS, en el cual además de incluir música, se cuenta una historia.